# 2017 في تركيا
فيما يلي قوائم الأحداث التي وقعت خلال عام 2017 في تركيا.

## أحداث
- 21 يوليو – زلزال بحر إيجة 2017
- 16 أبريل – الاستفتاء الدستوري التركي 2017
- 1 يناير – الهجوم على ملهى ليلي في إسطنبول 2017
- 5 يناير – هجوم إزمير 2017

## سياسة

### انتهاء فترة المنصب
- 21 فبراير – فيغين يوكسيكداغ عضو في البرلمان التركي.

## رياضة
- 15 أكتوبر – طواف تركيا الرئاسي 2017 الفائزون ويلير تريستينا-سيل إيطاليا 2017  [لغات أخرى]‏، دييغو يليسي، فوستو ماسنادا، يسبر هانسن (دراج)، إدوارد ثيونس، دانييل مارتينيز، ميركو مايستري.

## أفلام
من الأفلام التي صدرت هذه السنة في تركيا:
- 1 يناير – أسطنبول الحمراء من إخراج Ferzan Özpetek [الإنجليزية]‏.

## برامج ومسلسلات وأنمي
- الأزهار الحزينة
- حب أعمى
- علمني كيف أحب
- حب للإيجار
- حريم السلطان-السلطانة قسم
- حتى الممات
- بويراز كارايل
- جسور والجميلة

## وفيات

### يناير
- 1 يناير – طلعت تونتشالب (مواليد 1917) درّاج طريق تركي.

### سبتمبر
- 7 سبتمبر – توركان آق يول (مواليد 1928) سياسية تركية.

### أكتوبر
- 31 أكتوبر – لطفي أوزكوك (مواليد 1923)

### ديسمبر
- 11 ديسمبر – مصطفى كمال أوزون (مواليد 1959)